# Hollywood Inn FC
Hollywood Inn FC was een Amerikaanse voetbalclub uit New York. De club werd opgericht in 1904 en opgeheven in 1915. De club speelde één seizoen in de National Association Football League. De rest van de seizoenen werden afgewerkt in de New Yorkse amateurcompetities.

## Gewonnen prijzen
- American Amateur Football Association Cup
  - Runner up (1): 1914